# Ніл Адамс
Ніл Адамс  (англ. Neil Adams; 27 вересня 1958) — британський дзюдоїст, олімпійський медаліст.

## Виступи на Олімпіадах
| Олімпіада         | Дисципліна             | Місце |
| ----------------- | ---------------------- | ----- |
| Москва 1980       | легка категорія        | 2     |
| Лос-Анджелес 1984 | напівсередня категорія | 2     |
| Сеул 1988         | напівсередня категорія | =14   |